# Великощимельська сільська рада
Великощимельська сільська́ ра́да — адміністративно-територіальна одиниця та орган місцевого самоврядування у Сновському районі Чернігівської області. Адміністративний центр — село Великий Щимель.

## Загальні відомості
Великощимельська сільська рада утворена в 1918 році.
- Територія ради: 23,409 км²
- Населення ради: 907 осіб (станом на 2001 рік)

## Населені пункти
Сільській раді були підпорядковані населені пункти:
- с. Великий Щимель

## Склад ради
Рада складалася з 15 депутатів та голови.
- Голова ради: Добродій Борис Олександрович
- Секретар ради: Миленька Любов Миколаївна

### Керівний склад попередніх скликань
| ПІБ                          | Основні відомості                                                 | Дата обрання | Дата звільнення |
| ---------------------------- | ----------------------------------------------------------------- | ------------ | --------------- |
| Яковенко Раїса Михайлівна    | Сільський голова, 1955 року народження, позапартійна              | 26.03.2006   | 31.10.2010      |
| Добродій Борис Олександрович | Сільський голова, 1976 року народження, освіта вища, безпартійний | 31.10.2010   |                 |

Примітка: таблиця складена за даними джерела

### Депутати
За результатами місцевих виборів 2010 року депутатами ради стали:

#### За суб'єктами висування
| Суб'єкт висування            | Кількість обраних депутатів | %    |
| ---------------------------- | --------------------------- | ---- |
| Партія регіонів              | 9                           | 60   |
| Комуністична партія України  | 3                           | 20   |
| Народна партія               | 2                           | 13,3 |
| Соціалістична партія України | 1                           | 6,7  |

#### За округами
| № округу                     | Прізвище, ім'я, по батькові    | Дата визнання обраним | Освіта             | Партійна приналежність             | Відомості про обраного депутата                              |
| ---------------------------- | ------------------------------ | --------------------- | ------------------ | ---------------------------------- | ------------------------------------------------------------ |
| Комуністична партія України  |                                |                       |                    |                                    |                                                              |
| 3                            | Руденок Валентина Петрівна     | 05.11.2010            | середня спеціальна | позапартійна                       | Великощимельська школа-сад, повар                            |
| 7                            | Миленька Любов Миколаївна      | 05.11.2010            | вища               | позапартійна                       | Великощимельська сільська рада, секретар                     |
| 14                           | Казанцев Михайло Андрійович    | 05.11.2010            | середня            | позапартійний                      | Великощимельська школа-сад, опалювач                         |
| Народна Партія               |                                |                       |                    |                                    |                                                              |
| 1                            | Данильченко Микола Миколайович | 05.11.2010            | середня            | член Народної партії               | Великощимельський агролісгосп, лісничий                      |
| 11                           | Кравченко Марія Іванівна       | 05.11.2010            | вища               | член Народної партії               | Сновське ПТУЛГ, техпрацівник                                 |
| Партія регіонів              |                                |                       |                    |                                    |                                                              |
| 2                            | Кириченко Марія Григорівна     | 05.11.2010            | середня спеціальна | член Партії регіонів               | Великощимельська ЦРЛ, медична сестра                         |
| 4                            | Бердиченко Лідія Анатоліївна   | 05.11.2010            | вища               | позапартійна                       | пенсіонер                                                    |
| 5                            | Терещенко Тамара Володимирівна | 05.11.2010            | середня спеціальна | позапартійна                       | Великощимельський клуб, завідувачка                          |
| 6                            | Масленок Ніна Миколаївна       | 05.11.2010            | вища               | позапартійна                       | Великощимельська сільська рада, бухгалтер                    |
| 8                            | Косенчук Марія Андріївна       | 05.11.2010            | вища               | позапартійна                       | Великощимельський фельдшерско-акушерський пункт, завідувачка |
| 9                            | Коноваленко Ніна Володимирівна | 05.11.2010            | вища               | позапартійна                       | пенсіонер                                                    |
| 10                           | Кисла Тамара Андріївна         | 05.11.2010            | вища               | член Партії регіонів               | тимчасово не працює                                          |
| 13                           | Герасименко Дмитро Михайлович  | 05.11.2010            | середня            | позапартійний                      | Великощимельська школа-сад, опалювач                         |
| 15                           | Бондаренко Ніна Андріївна      | 05.11.2010            | середня            | член Партії регіонів               | тимчасово не працює                                          |
| Соціалістична партія України |                                |                       |                    |                                    |                                                              |
| 12                           | Єфименко Ганна Миколаївна      | 05.11.2010            | середня            | член Соціалістичної партії України | Великощимельський фельдшерско-акушерський пункт, завідувачка |